# 宇都宮ライトレール
宇都宮ライトレール株式会社（うつのみやライトレール、英: Utsunomiya Light Rail Co., Ltd.）は、栃木県で宇都宮芳賀ライトレール線 を運行する第三セクター方式の軌道事業者である。

## 沿革
宇都宮芳賀ライトレール線は2023年8月26日に運行を始め、日本国内の路面電車路線としては万葉線（富山県）以来75年ぶりの新規開業となった。これには、以下のような経緯がある。

### 構想の背景

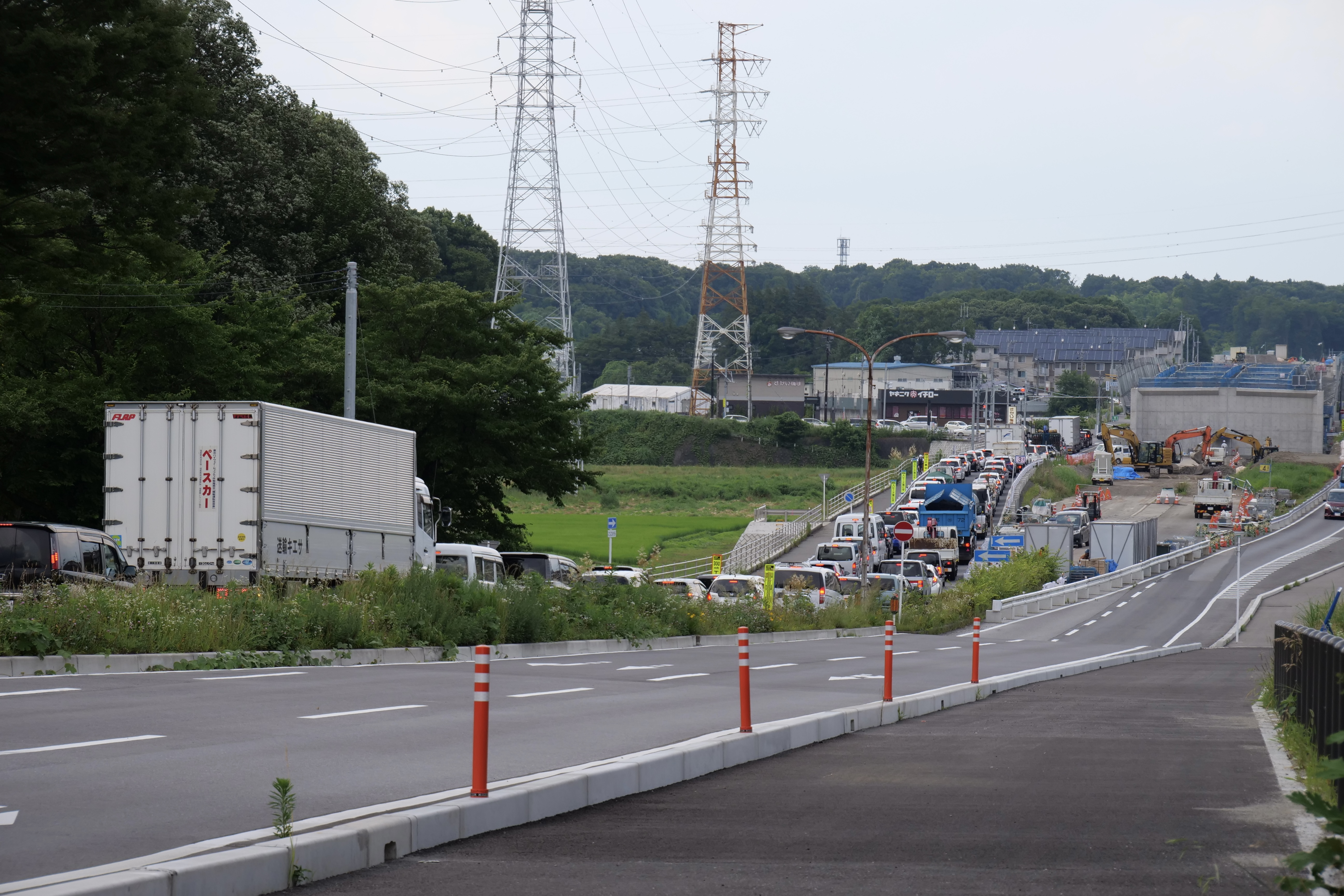
清原工業団地において問題となっていた交通渋滞（2023年7月の夕方ラッシュ時撮影、渋滞しているのが宇都宮方面車線）

宇都宮都市圏に新交通システムとしてLRTが導入されたきっかけとなった最大の理由は、渋滞対策のための大量輸送手段の確保が求められたためである。
宇都宮市の東部地域、とりわけ鬼怒川の左岸では、高度経済成長期以降に、全国最大クラスとなる内陸型工業団地である平出工業団地や清原工業団地が造成され、その東側で隣接する芳賀郡芳賀町や真岡市などでも大規模な工業団地の整備が進められた。こうして産業集積が進む宇都宮都市圏では、日本有数の車社会化が進行した地域である北関東に位置していることもあり、従業員の通勤に伴う人流、原材料や製品を輸送する物流が拡大し、それらは自動車（マイカーやトラック）と道路に依存してきた。特に工業団地の就業者約3万人のうち、約8割が自動車通勤であった。このため鬼怒川を渡る道路橋を中心に激しい交通渋滞が社会問題となるレベルまで深刻化していた。さらに、これら鬼怒川左岸地域では、1984年に産・学・住が連携した高度技術集積都市を整備する構想「宇都宮テクノポリス」計画が当時の通商産業省の承認を受けており、さらなる産業の集積や都市整備を図る中で交通渋滞の解消は喫緊の課題となった。
酷い場合では宇都宮駅から清原工業団地までの約10㎞に、通常約20分程度のところを1時間 - 2時間以上を要することもあり、これは東北新幹線の東京駅から宇都宮駅までの所要時間（約50分、約100㎞）よりも長く、通勤や東京方面から出張で工業団地へ向かう者からは批判や改善を求める声が上がり続けていた。芳賀町と塩谷郡高根沢町にまたがる本田技術研究所（本田技研）の工場群だけで1万6,000人の従業員が働いていることから、この渋滞は「ホンダ渋滞」と揶揄されることもあり、本田技研はフレックスタイム制や通勤シャトルバスの導入など率先して対策を行ってきたが、抜本的な解決には至らなかった。
また宇都宮都市圏では、首都圏への輸送に比重を置いた南北に貫く地域軸となる鉄道路線としてJR東日本の東北本線（宇都宮線）や東武宇都宮線、市域より西方面に向かう路線としてJR日光線が存在する一方、市域を東西に貫く鉄道や軌道路線は存在したことがなく、宇都宮駅を中心とする東北本線によって道路網も含めて都市が東西に分断されている状況に置かれ、東西地域軸が極めて貧弱であった。また、宇都宮市の中心市街地は宇都宮駅より西側に存在するため、路線バスの路線は宇都宮駅より西側方面に集中しているのに対し、東側においては国道123号沿いを除き希薄であり、東部地域では公共交通機関にアクセスすることが困難な空白地域を多く抱えている状況下にあった。これらの問題を根本的に解決するものとして宇都宮都市圏を東西に貫く新たな大量輸送手段となりうる鉄軌道路線が求められたことが、本事業の原型である「新交通システム構想」が生まれた背景である。

### 新交通システム構想
宇都宮市を東西に貫く新交通システム路線の最初のアイデアは1987年（昭和62年）にまで遡る。当時の宇都宮市ではJR宇都宮駅東側の区画整理が進展し、また駅東口の整備が進行しており、宇都宮駅を挟んだ東西方向の交通手段についての検討がされ始めた時期であった。同年8月11日に当時の宇都宮市長である増山道保の定例記者会見が行われ、その中で宇都宮駅の東西を結ぶ都市計画道路の建設、モノレールなどの新交通システムの整備、JR東北本線の高架化などの案を示した。また、宇都宮市役所と県、建設省（現在の国土交通省）、JR東日本、日本国有鉄道清算事業団の5者で検討委員会を発足させ、今後5年ほどかけて計画を方向づけ、全体で10年をめどに事業を進めていきたい考えも示した。
なお、この宇都宮市主導の新交通システム整備構想は結果的に実現することはなかったが、それからしばらくが経過した1992年（平成4年）の10月から11月に、第2回宇都宮都市圏パーソントリップ調査が行われ、調査の結果先述した通り宇都宮市では東西方向のネットワークが弱く、また鬼怒川を渡る橋も限られているため左岸の工業団地への通勤交通による渋滞が深刻化していることが指摘され、市の東西を結ぶ基幹公共交通の必要性が提言され、モノレールなどの新交通システムが改めて検討対象に挙げられた。これを踏まえ、1993年（平成5年）にLRT事業の直接的な前身である「新交通システム構想」が持ち上がった。1月に当時の栃木県知事渡辺文雄が宇都宮市東部の渋滞対策として、新交通システムの整備を図る方針を示したことが、「新交通システム構想」の始まりとなる。4月には宇都宮既成市街地と鬼怒川左岸地域を結ぶ交通渋滞の解消や、テクノポリス新都市（現在のゆいの杜エリア）との交通アクセス強化を目的とした、新たな軌道系交通システムの検討を始め、同年5月3日に栃木県、宇都宮市、そして清原工業団地の造成と分譲の事業主体である宇都宮市街地開発組合において、「新都市交通対策協議会」（「新交通システム研究会」とする資料もある）を設置した。
この構想が初めて公にされたのは同年11月1日だった。栃木県公館で行われた真岡市の市民代表との広聴事業「こんにちは知事さん」にて、渡辺知事がJR宇都宮駅東口から清原工業団地間の約10kmに新交通システムを実験的に導入したいとの意向を明らかにした。構想が明かされるまでの経緯は、真岡市民代表からの「真岡工業団地から宇都宮市の間に新交通システムを設けてはどうか」という質問に対し、知事が構想の内容を披露したという流れで行われたものである。この構想で宇都宮駅東口から清原工業団地間の試験導入に限定した理由について、知事は、初期投資額を少なく抑えたいこと、宇都宮テクノポリス地区の建設促進に役立つこと、宇都宮市街地開発組合の清原工業団地の分譲による益金の用途は宇都宮市内の事業に限られていることなどを理由に挙げ、最大の課題として建設費を賄えるほどの利用者がいるかわからないことを上げた。また知事は清原工業団地まで整備した後、うまくいけば真岡市への延伸を図りたいという考えを示し、2、3年後をめどに結論を出したいと述べた。
1994年（平成6年）1月4日に栃木県公館で行われた渡辺知事の新春記者会見ではこの新交通システム構想について導入予定のシステムの開発完了時期を見極めながら、ちょうどタイミングのいい時期に建設したいという意向を見せた。また、新交通システムの方式について「ガイドウェイバスやモノレールなど種類が多いが、いずれも1km数十億円ないし数百億円かかる。もう少し安い経費で簡便な公共交通機関を考えている」と、過去に検討されたモノレールなどとは異なる全く新しいシステムを導入する意を述べた。また、利用者数の予測について、県土木部が行っている宇都宮都市圏の人の流れをつかむ先述したパーソントリップ調査の結果を参考すると述べた。1996年（平成8年）4月には、パーソントリップ調査の結果を踏まえ「宇都宮都市圏の都市交通マスタープラン」が策定され、東西交通軸の強化などの「骨格交通軸の形成」、交通ネットワークの適切な配置による「市街地交通網の形成」の二つを今後の「交通体系の方針」と位置づけ、東西交通軸の形成へ向けた新交通システムの整備検討がさらに進められた。
なお、当時「次世代型路面電車」としてのLRTは存在しておらず（1994年秋にフランスのストラスブールLRTが世界に先駆けて開業したのが最初）、車両は当時広島市への導入が決定していたスカイレールや、当時開発が進められており、後に山梨県大月市で整備されたシャトル桂台で採用された「磁石式ベルト輸送システム」（Belt type Transit system by Magnet〈BTM〉）、その他にもHSST（リニアモーターカー）などが候補に挙がっていたようである。1995年（平成7年）1月22日に行われたシンポジウムでは、先述の「新都市交通対策協議会」で議論されていた道路の中央分離帯空間を活用したモノレールやバス高架専用線（ガイドウェイバス）を整備する構想を披露している。しかし、宇都宮市の都市規模ではこれらの交通システムの整備は過大であり、そのためか、宇都宮市の都市規模にふさわしい「もう少し安い経費で簡便な公共交通機関」の検討は5年余りにわたり進展できず、足踏み状態が続いた。
「新都市交通対策協議会」での調査研究を経て、1997年度（平成9年度）中に市街地開発組合に市と県、交通事業者などが加わり「新交通システム検討委員会（初代）」が設置 され、国内外への視察なども踏まえた上で新交通システム整備の在り方を議論していくこととなった。

### 次世代型路面電車（LRT）導入へ

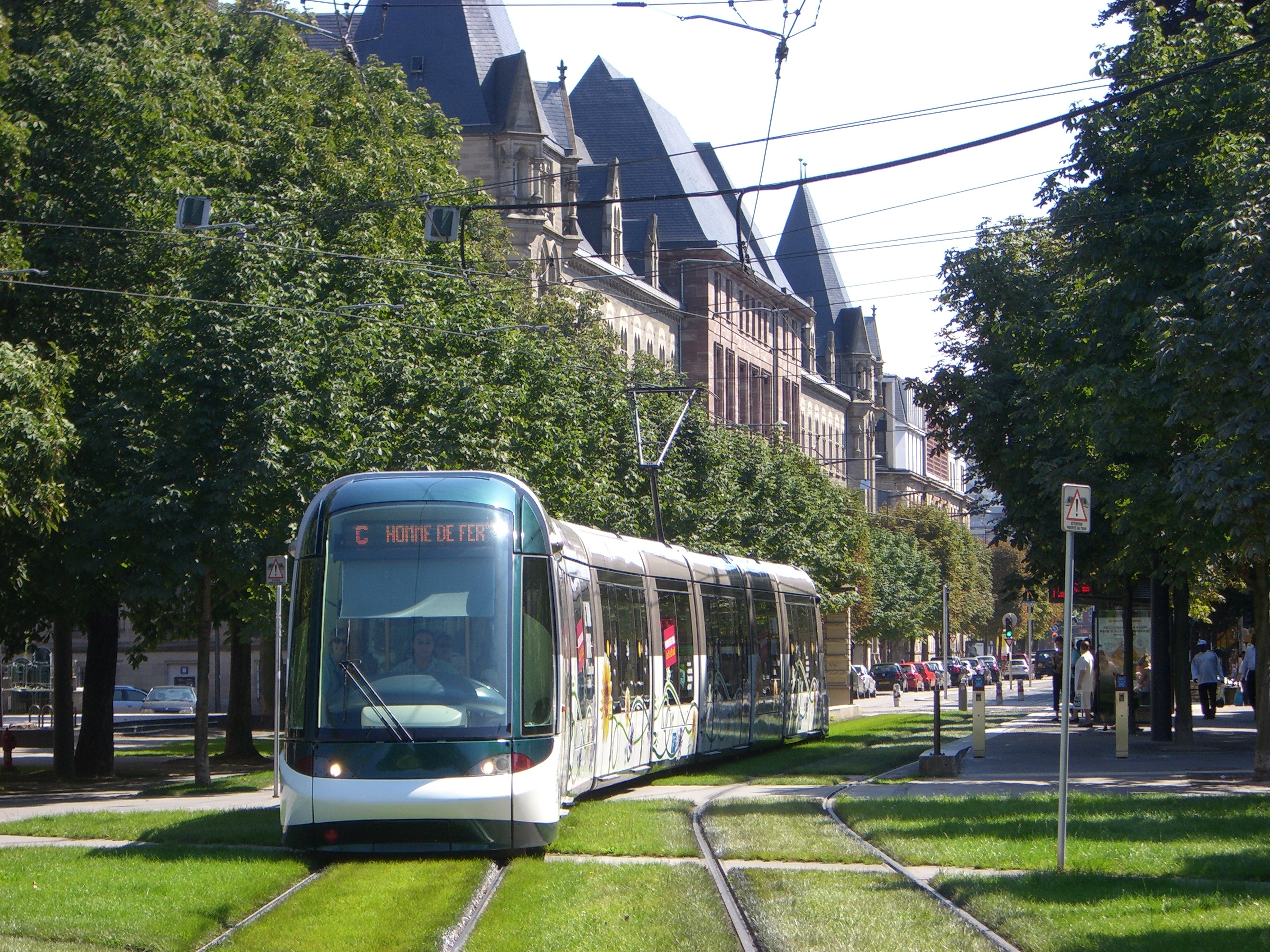
宇都宮の新交通システムにLRTを導入するに当たってモデルとされたストラスブールLRT
ストラスブールはLRTの世界的なモデル都市である

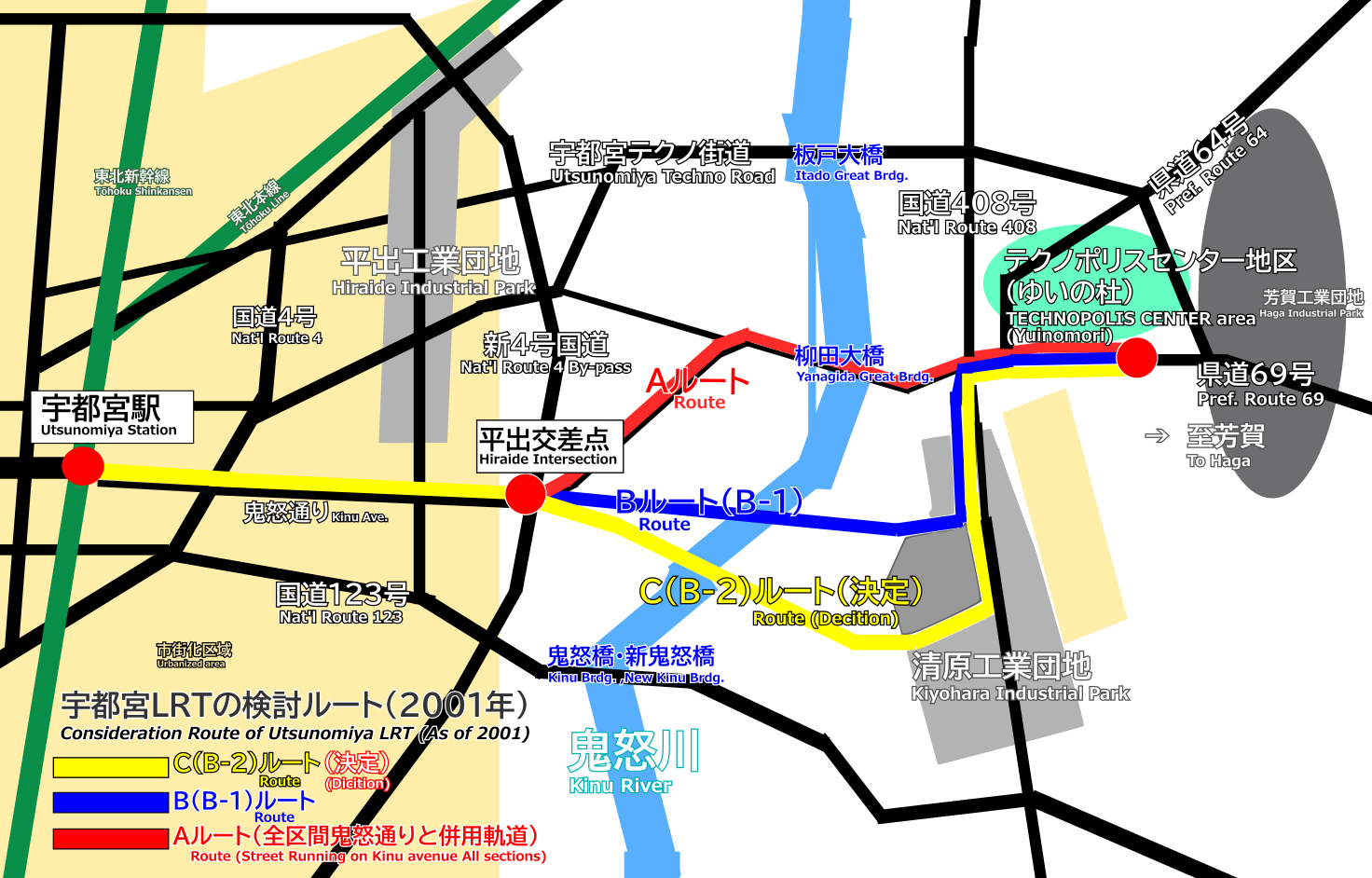
2001年当時の構想段階で検討されていたルート一覧

2001年（平成13年）4月、新交通システム検討委員会は鬼怒川左岸地域とJR宇都宮駅を接続する新交通システムについて、ルートを後述の3ルートに絞ったうえで、地上式の次世代型路面電車「ライト・レール・トランジット（LRT）」を導入する方針を固めた。当時、次世代型路面電車を日本で導入するというのは前例がなく、日本初の構想となった。導入ルートは2000年度（平成12年度）にそれまで検討されてきた14ルートから6ルートに絞り、そして4月17日の県議会で県企画部が説明した内容では、
1. Aルート： 栃木県道64号宇都宮向田線（鬼怒通り）を東進し続け柳田大橋を渡り栃木県道69号宇都宮茂木線へ入り宇都宮テクノポリスセンター地区（現・ゆいの杜）へ向かう、全長9.6 km。
2. B-1（B）ルート：栃木県道64号宇都宮向田線を東進し新4号国道平出交差点付近で専用軌道へ入り、清原工業団地北部を経由して宇都宮テクノポリスセンターへ向かう。全長10.4 km。
3. B-2（C）ルート（採用ルート）：栃木県道64号宇都宮向田線を東進しB-1と同じように平出交差点付近で専用軌道へ入ったのち作新学院大学付近、清原工業団地中央部を経由し宇都宮テクノポリスセンターへ向かう。全長11.6 km。

の3案が示された。なお選定に際し、国道123号や県道64号宇都宮向田線の旧道である「平出街道」を経由する3つのルートについては用地整備費、迂回率、総輸送容量などを考慮し、検討から外された。
これまで新交通システム検討委員会では、LRTのほかに、高架式ですでに日本国内で導入事例があったモノレール、案内軌条式鉄道（AGT）、ガイドウェイバスの導入も考えられたが、1㎞当たりの建設費が100億円以上かかることや、宇都宮市の都市規模との適合性や将来需要、事業費規模、乗降などの利便性、街づくりなどの面から、地上の軌道を走るLRTを視野に、より詳細な検討をすることとなった。途中の区間駅（停留場）は12 - 15か所を想定し、乗り継ぎ拠点から路線バス、自動車、自転車など周辺交通システムを機能させることも盛り込まれた。なお、経営主体については資金調達、経営ノウハウ、要員確保の観点などから民間資本が入る第三セクター方式が有力視されたが、公設民営方式（いわゆる上下分離方式のひとつ）をとることも検討する必要があると結論付けされた。LRTは、長年懸案となりながらも、検討が進展できなかった新交通システム構想の「切り札」として期待された。
その後、Bルートに関してB-1とB-2で検討された結果B-2が採用され、そして、新交通システム検討委員会で検討されたLRT導入に関わる基本構想に基づき、2001年（平成13年）から2002年（平成14年）にかけて「新交通システム導入基本計画策定調査」が行われ、AとBつのルートで検討され、各種調査の結果導入ルートがBルートとなることが決定し、宇都宮駅西口から大通りを通過し約3km離れた桜通り十文字を結ぶ区間も将来延伸区間として位置づけられた。

### 事業の紆余曲折

#### 県と市の対立
しかしながら、LRTの導入決定でさらなる事業の進展が期待されるようになってから一転、新交通システムの検討が進められるにつれ、莫大な建設費が生じることや、「新交通システム導入基本計画策定調査」の結果LRTの事業費の回収が難しいとされたこと、さらに費用の分担や事業の意義をめぐり、宇都宮市と栃木県庁で意見が対立して再び事業は全く進展しなくなった。
県がLRT構想に関与することに、「車をやめて公共交通を利用する意識転換は簡単ではない」と当時の栃木県知事福田昭夫が難色を示し、採算性の悪い新交通システムの整備を優先するよりも、自動車交通への対処として新鬼怒川渡河道路（2008年県道64号バイパス〈宇都宮テクノ街道〉の板戸大橋として暫定開通）の建設を優先する意向を示していたからである。
2003年（平成15年）9月5日には、栃木県庁がLRT整備スケジュールの検討に関与することを、検討によって生じた課題を解決するためだとして、5年凍結する方針を宇都宮市に提示し、また早期に建設を進めるのであれば市が主体となるよう求め、県はその支援を行うとしたが、今まで県と市が協調して進めてきた事業であったことから、このまま市が主体となるのであれば宇都宮市が莫大な整備費の多くを負担する必要性が生じることとなり、突然の方針転換に当時の宇都宮市長福田富一は「新交通システムの検討は、県と市が渋滞解消のためにスタートさせた。橋や道路を優先するとあるのは、当初の目的から外れている。県は原点を忘れている」と批判、自動車ありきの発想だとしてこの方針をいずれも飲まなかったため、早期建設が困難な状況に直面することとなった。

#### 検討の進行と交通事業者との対立
LRTへの「追い風」、市・県の連携強化と政府の補助拡充
しかし、福田昭夫は2004年（平成16年）の栃木県知事選挙で落選し、後任として宇都宮市長としてLRT導入の旗振り役を担った福田富一が栃木県知事に当選して就任し、また富一の後任として宇都宮市長に就任した佐藤栄一もLRT推進派であったため市と県で協調しながら事業が進められるようになったことが転機となり、検討は再始動し始め、「新交通システム導入基本計画策定調査」において「将来延伸を検討する」とされた宇都宮駅西側の整備区間の検討にも弾みがついた。
駅西口方面への延伸を見据えたLRT論議の材料として実際に市民が参加する大規模な社会実験も試みられた。2006年（平成18年）11月4日と5日に、大通りにLRTを整備した場合を想定した社会実験「大通りにぎわいまつり」を実施した。大通りにぎわいまつりは路線バスをLRTに見立てて行われたトランジットモールの実証実験で、大通りを一般車通行禁止とした上で路線バスのみ通過できるようにし、沿道において露店の出店やパラソルの設置、ジャズフェスティバルや宇都宮餃子まつり、フリーマーケットといったイベントを開催するといった内容 で、結果として当初の予測の6万人を大きく上回る9万人が来場する盛況となった。
国からのLRT整備に関する補助の拡充も検討の追い風となった。県と市が今まで国に行ってきた、LRT整備への補助拡充に関する要望活動が実を結び、2004年（平成16年）7月5日に国土交通省は今まで行われてきた自治体によるLRT用の超低床電車（LRV）の購入の補助に加え、整備計画段階からの支援を拡充すべく手引書を作成すると公表し、さらに2007年（平成19年）10月1日に地域公共交通の活性化及び再生に関する法律が施行され、国がLRT整備に対しての財政支援として、社会資本整備総合交付金を手厚く交付するようになったことが、LRT整備を確実なものとした。2007年（平成19年）から2008年（平成20年）にかけて事業・運営手法および施設計画に関する調査が実施され、地域公共交通の活性化及び再生に関する法律を適用させてLRTを整備する方針を盛り込んだ。LRTの支援拡充により地方自治体が担う事業費の負担が減少したこともあり、新交通システム事業は栃木県と宇都宮市の共同事業から変わって宇都宮市が事業主体となって進める方針が2006年（平成18年）度に示され、それ以降は宇都宮市が事業主体となってLRT構想が進行し、県がその支援をしていく形となった。
LRTに再び吹く「逆風」、関東自動車の反対と政権交代
だが、LRTの整備により並行するバス路線（特に、関東自動車の路線の大部分が通過する大通りの宇都宮駅西口 - 桜通り間）の利用客を奪われ、経営に路線バス運営からの撤退を余儀なくされるレベルでの大打撃をもたらすことを警戒した栃木県最大のバス事業者である関東自動車の理解を得ることはできなかった。同社は宇都宮市や栃木県の議論の進め方を「あまりにも強引」とし、LRTより路線バスのほうが経済合理性に優れている、LRT構想について需要予測が楽観視過ぎる、初期投資で税金を投入しても採算に乗せることが難しいなどと主張した。
2007年度（平成19年度）には市や県や交通事業者によって、LRTの導入を検討する「新交通システム検討委員会（2代目）」、宇都宮市全体の公共交通ネットワークについて検討する「宇都宮市都市・地域交通戦略策定協議会」が設立されたが、関東自動車は前者の新交通システム検討委員会について、参加を拒み、さらに半ば一方的に宇都宮市の新交通システムに路線バスを導入した場合の効果を検証する「バスシステム検討委員会」の設立を提示し、バス高速輸送システム（BRT）の日本版である基幹バスの導入を持ち出したことにより再びLRT整備構想に闇雲がかかった。バスシステム検討委員会は2008年（平成20年）4月7日より組織され、宇都宮市はLRTの整備構想と並行して、BRTの導入構想まで検討せざるを得なくなった。関東自動車は「バスシステム検討委員会」の会合で、宇都宮市に対し幾度も利用者ニーズの調査を要請したが、宇都宮市側はこれを「難しい」としてすべて拒否するなど議論は全くかみ合わず平行線を辿った。
結果、「バスシステム検討委員会」によって最終報告書が2009年（平成21年）3月31日に取りまとめられたが、それは関東自動車の意にそぐうものではなく、「LRTありきの内容」「東西の公共交通軸を『LRT』と特定しない前提で参加したのに、LRT導入を誘導するものになっており大変遺憾」と批判、「度重なる要請がほとんど受け入れられず、本報告書を正式な最終報告書とすることは認められない」という趣旨の、同社の求める条件を一切飲まなかったことに対する抗議と、内容の変更を求める要請書を検討委員会に送り、激しく反発したことにより、最終的に基幹バス導入構想は空中分解し新交通システムの導入構想が揺らぎ始めた。
関東自動車の反対にさらに追い打ちをかけるように、地元の政治情勢もLRTへの逆風となった。同年8月30日の第45回衆議院議員総選挙で、宇都宮市長の佐藤、栃木県知事の福田と共にLRT構想を推進し、国政と県政・市政を結ぶパイプ役となっていた自由民主党（自民党）所属の衆議院議員、船田元が地元栃木県第1区より落選、LRT構想に強硬反対する民主党所属の石森久嗣が当選したのである。この選挙により、公共事業の大規模削減を公約に掲げる鳩山由紀夫内閣が発足した。民主党自体はマニフェストにおいてLRTの導入を強く推進すると主張したが、栃木県と国政のパイプ役となる栃木県県連（代表が先述した県知事時代にLRTに強硬に反対し続けてきた福田昭夫衆議院議員だった）はLRTに反対の意向を示しており、公共事業削減策の影響もあり国と連携しての事業の推進は一層難しくなった。さらには自民党においても宇都宮市議会の会派が「現下の状況を踏まえると（LRTの住民説明会を）先送りすべきだ」とする要望書を提出しLRT事業に慎重な立場を取ったことにより、事業の先行きは不透明となった。
宇都宮市長の佐藤はLRT構想について2008年（平成20年）に行われた市長選において、いったん構想を白紙に戻したうえで、「市民の声を聴いて判断する」とし当選後の2009年（平成21年）秋ごろをめどに宇都宮市全体の公共交通ネットワークの構築についての住民説明会を開く計画を進め、その説明会の結果次第で事業の方向性を判断する方針とし、説明資料の作成を進めていた。佐藤は同年10月29日の定例記者会見で「国の状況がつかめない中、市が説明できなければ市民も判断はできない。現時点では国の動向を見極める必要がある」と説明した上で、政権交代で公共事業見直しが進められる中でLRTに対する方向性が不透明であるとし住民説明会の年度内開催を見送る方針を示した。
最終的に新交通システムの検討、整備に関する事業や組織の在り方は見直されることとなり、2010年度（平成22年度）よりLRTの検討を主に行う部署であった宇都宮市役所総合政策部内の「LRT導入推進室」を廃止し、規模を縮小した上で同部内の地域政策室に統合することとなり、LRT構想が再び停滞することとなった。

### 事業化

#### コンパクトシティの「装置」としてのLRT

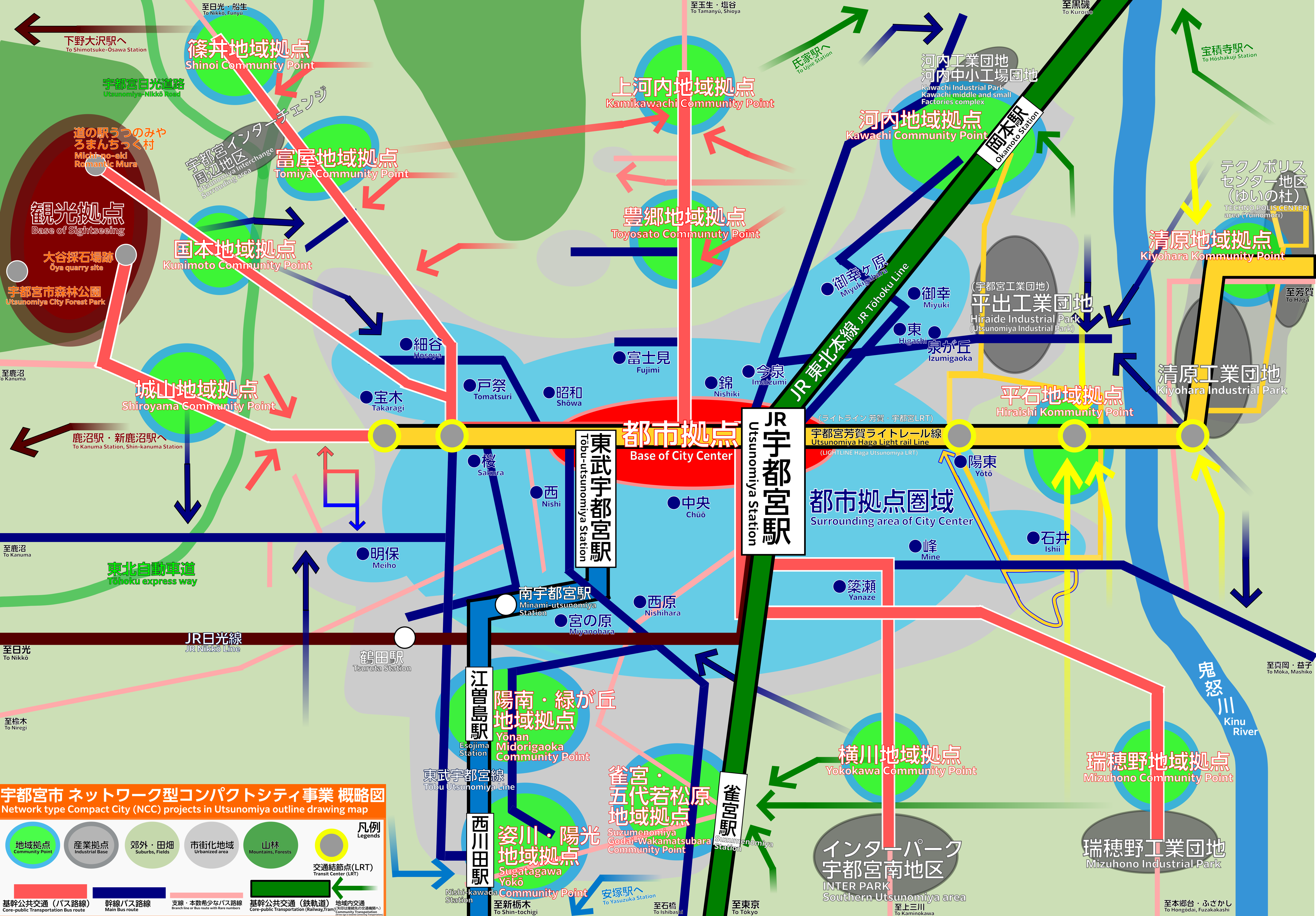
宇都宮市のネットワーク型コンパクトシティを構成する拠点域と公共交通網の概略図。
宇都宮駅を中心に東西南北を結ぶ鉄軌道（基幹公共交通）を軸として市内各地の拠点を繋いでいる。

時代が下るにつれ、人口減少、超高齢化社会への対応が叫ばれるようになる中、従前の渋滞対策や公共交通機関の確保という新交通システム構想の目的に「持続的な都市発展の実現」が加えられるようになり、まちづくりの基軸として位置づけられるようになった。ドーナツ化現象による市街地の衰退や、スプロール現象による郊外の無秩序な発展が続いたことにより、宇都宮市では都市機能が分散し自動車交通に頼らざるを得ない状況に陥っており、このままでは都市機能の維持が困難になるとされたからである。
これらの情勢に対応するため宇都宮市は「第5次宇都宮市総合計画」（2008年〈平成20年〉3月に発表）において「ネットワーク型コンパクトシティ（NCC）」の形成を提唱し、これを踏まえて「宇都宮都市交通戦略」（2009年〈平成21年〉9月に策定）において宇都宮駅を中心とした総合的な公共交通ネットワークと、東西市域軸の基軸となる東西基幹公共交通を導入する方針を示し、LRTを東西基幹公共交通に据える検討を始めた。コンパクトシティにおいてLRTをはじめとした公共交通機関を人々が生活を送り都市機能を維持していくための「装置」として位置付けたのである。しかしながら、先述した同年夏 - 秋にかけての民主党連立政権への政権交代による政治的混乱や関東自動車の強硬反発などにより県や市の行政にとっても不確実な期間が続き、｢宇都宮都市交通戦略」を市民に説明する機会が大幅に遅れたことが指摘されている。
政治混乱や説明会の先送り、LRT事業の縮小や世論の反発を乗り越え、それから1年半ほど経過した2011年（平成23年）からはこれら市の公共交通やまちづくりについての考え方について市民に対してわかりやすく説明し、市民がLRTの整備に合意形成することに結び付けるよう、力を注ぐこととなった。まず同年2月に『うつのみやが目指すまちづくりと公共交通ネットワーク』と題するパンフレットを市内全世帯、約20万戸に配布し、新交通システム（LRTのみならず、先述のバス高速輸送システム〈BRT〉も一例として挙げられた）を軸とした公共交通ネットワークによって形成されたNCCのまちづくりの姿を明示し、市民に対して意見を募集した。東日本大震災を経た後の8月から10月にかけては、市役所本庁舎や市民センター、ショッピングセンターなど市内19か所でNCCのまちづくりやLRTに関する展示や、市職員による説明、市民への意見聴取を行うオープンハウスを開催し、延べ4,500人が訪れた。NCCに関するまちづくりについて一通り市民に説明したのち、翌2012年（平成24年）からは東西基幹公共交通に関する説明を始めた。同年6月に市は再び全世帯に対してパンフレット「いつでも、だれでも、どこへでも 公共交通ネットワークの構築と東西基幹公共交通」を送付し、同パンフレット内で東西基幹公共交通に導入する新交通システムの方式について、LRTとBRTの2種類の特徴を比較した上で、LRTの導入を推進することを明記した。その後、同月から8月にかけて市内各地で前年と同じようにオープンハウスが催されたほか、新たに各地域において、市長らが直接市民に対して公共交通とまちづくりに関して説明を行う「市民フォーラム」も開催された。
これら市民に対する地道な説明と、そこから得られた意見を踏まえLRTについて再度検討が行われることとなった。2012年（平成24年）に行われた宇都宮市長選挙では、現職の佐藤がLRT反対を掲げる候補に大差をつけ再選、また同年に行われた第46回衆議院議員総選挙でも前回敗れた船田元が再選を果たし、政治的不安も解消された。2013年（平成25年）1月1日に宇都宮市は市役所総合政策部内にLRT整備推進室を再設置した。そして同年3月、「東西基幹公共交通の実現に向けた基本方針」として、市域の東西を縦貫する鉄軌道システムとしてのLRTの導入を事業化する方針を示し、「新交通システム構想」は構想から現実のものへと変わった。

#### LRTの事業化、宇都宮ライトレールの設立
LRTの事業化に向けて詳細検討を行うため、有識者による検討組織である「芳賀・宇都宮基幹公共交通検討委員会」が設置され、2013年（平成25年）11月21日に初会合が開催された。検討委員会は、有識者4名（大学教員および公認会計士）、行政委員2名（宇都宮市副市長、芳賀町副町長）、行政アドバイザー10名（国土交通省都市局・関東地方整備局、関東運輸局、栃木県県土整備部、栃木県警察本部など）、オブザーバーとして周辺自治体（鹿沼市、上三川町、益子町、茂木町、市貝町、壬生町、高根沢町）および公共交通事業者（東日本旅客鉄道大宮支社、東武鉄道、東野交通、ジェイアールバス関東、栃木県タクシー協会、そして関東自動車も参加）によって構成した。
LRTを事業化するにあたりの最大の障壁となっていた先述の関東自動車においては、同社の経営危機がきっかけによりみちのりホールディングスが傘下に納め経営陣が交代したことにより、LRTの導入について理解を示し始め、事業への協力姿勢を見せるようになった。
事業主体は、民間公共交通事業者が単独で運営、複数の民間事業者による新会社設立、官民連携による新会社設立の3つのケースが検討されていた。民間軌道事業者14社と地元公共交通事業者5社に対して行った事前の事業参画意向調査では、4社が事業参画へ関心を示していたが、2015年（平成27年）6月から7月にかけて行われた「宇都宮市・芳賀町LRT事業の運営を担う意向のある事業者募集」の結果、民間事業者による単独・連合での提案はなく、関東自動車が官民連携による新会社設立を提案したのみであった。提案内容も人員確保、資金調達、リスク分担などの面で行政側に頼る内容であったことから、宇都宮市と芳賀町は方針を転換し、自治体が主体的な役割を担う第三セクター方式で新会社を設立することが決定した。また、東急電鉄や富山地方鉄道、京福電気鉄道、岡山電気軌道、広島電鉄などが運転士養成、技術研修など人材育成、技術提供での協力を表明した。
こうして2015年（平成27年）11月9日、運営主体の第三セクター企業「宇都宮ライトレール株式会社」が設立された。設立時の出資比率は、宇都宮市と芳賀町が合わせて51 %、民間が49 %となった。民間からは、下野新聞社・とちぎテレビ・宇都宮ケーブルテレビ・栃木信用金庫・フタバ食品など地元企業26社により構成されるとちぎライトレール支援持株会、地域の公共交通事業者である関東自動車・東武鉄道・東野交通、地方銀行である足利銀行・栃木銀行、商工会議所が出資する。なお、今後の増資にあたっては、栃木県も出資する方針が示されている。
設立前の仮称では、社名は「とちぎ県央LRT株式会社」とされていたが、出資者や知事の意見を踏まえ、分かりやすい名称として現在のものに変更された。
それ以降の事業の歴史については宇都宮ライトレール宇都宮芳賀ライトレール線#歴史を参照されたい。

### 年表

#### 前史
主な出典：。
- 1987年（昭和62年）8月11日 - 当時の宇都宮市長増山道保が宇都宮駅を東西に貫く新交通システムの導入構想を表明。モノレールを候補に挙げる[16]。実現はしなかった。
- 1992年（平成4年）10月 - 11月 - 第2回宇都宮都市圏パーソントリップ調査を実施。宇都宮東部地域の交通実態を把握[8]
- 1993年（平成5年）
  - 2月11日 - 宇都宮市の諮問を受け、学識経験者や交通事業者など20人で構成される「都市公共交通システム研究会」の初会合が開かれる。主にバス交通の改善を中心として鉄道や新交通システムを整備する基本計画を立案するのが目的で、同年4月から5月にかけて計画を取りまとめるとされた[63]。
  - 4月 - パーソントリップ調査の結果を踏まえ「新交通システム研究会」が組織され、交通実態の分析と新交通システム導入へ向け検討を開始。
  - 11月1日 - 当時の栃木県知事渡辺文雄がJR宇都宮駅から清原工業団地を結ぶ新交通システムの導入意向を表明。本事業へとつながる「新交通システム構想」が初めて公にされる。
- 1996年（平成8年）4月 - 宇都宮都市圏マスタープランに、市中心部と鬼怒川左岸地域を結ぶ新交通システムの導入が位置付けられる[8]
- 1997年（平成9年）
  - 4月 - 栃木県が新交通システムに軌道型の簡易システムを導入する方針を固める
  - 6月 - 栃木県・宇都宮市・宇都宮市街地開発組合、県内交通事業者らが「新交通システム検討委員会（初代）」を組織
- 1999年（平成11年）ごろ - 新交通システムの方式に、次世代型路面電車（LRT）が有力候補として浮上[25]
- 2000年（平成12年）
  - 4月 - 栃木県庁企画部交通対策課に「新交通システム担当」を設置、栃木県庁の職員4-5人と宇都宮市の職員1人で構成[23]
  - 年内 - 新交通システム検討委、「新交通システム導入基本方針」を策定[8]
- 2001年（平成13年）
  - 4月17日 - 新交通システム検討委、新交通システムの方式としてLRTの導入を正式決定、県議会で説明[26]
  - 11月 - 「新交通システム導入基本計画策定調査委員会」を栃木県と宇都宮市などで組織、ルート選定と採算性調査を始める
- 2003年（平成15年）
  - 5月 - 新交通システム導入基本計画策定調査委、「新交通システム導入基本計画」策定へ調査結果を取りまとめる。
  - 9月5日 - 当時の栃木県知事福田昭夫が県の新交通システム検討について5年間凍結すること、早期実現を目指すのであれば市が主体となって事業に着手するように求める方針を提示、宇都宮市は反発
- 2004年（平成16年）11月 - LRT推進派の福田富一、栃木県知事に就任。宇都宮市長の後継にもLRT推進派の佐藤栄一が就任する。
- 2005年（平成17年）5月 - 栃木県と宇都宮市による共同検討が再開。「新交通システム導入課題検討委員会」を組織
- 2008年（平成20年）
  - 2月21日 - 栃木県・宇都宮市・有識者・交通事業者らと「新交通システム検討委員会（2代目）」を組織、関東自動車は参加せず。
  - 3月 - 宇都宮市、「第5次宇都宮市総合計画」に東西基幹公共交通の整備を盛り込む
  - 4月7日 - 関東自動車の要望で宇都宮市は交通事業者、有識者と「バスシステム検討委員会」を設置、東西基幹公共交通にBRTを導入した場合の検討も開始[41]
- 2009年（平成21年）
  - 3月31日 - バスシステム検討委、最終報告書を取りまとめる。関東自動車が内容に反発しバスシステム検討委が事実上解散
  - 10月29日 - 宇都宮市長佐藤栄一が年度内のLRT住民説明会の開催を断念。
- 2010年（平成22年）4月 - 宇都宮市役所総合政策部LRT整備推進室を廃止。同部内の地域政策室へ統合
- 2011年（平成23年）2月・2012年（平成24年）6月 - 2度にわたりLRTとまちづくりの関連性について解説するパンフレットを市内全世帯へ送付
- 2013年（平成25年）1月1日 - 宇都宮市役所総合政策部内にLRT整備推進室を再設置

#### 再検討開始後・事業化後
- 2013年（平成25年）
  - 3月 - 宇都宮市がLRT事業について再検討ののち「東西基幹公共交通の実現に向けた基本方針」を策定。LRT整備を事業化。
  - 10月 - 芳賀町がLRT延伸の要望書を公開。
  - 11月21日 - 第1回「芳賀・宇都宮基幹公共交通検討委員会」を開催。
  - 12月17日 - 第2回「芳賀・宇都宮基幹公共交通検討委員会」を開催。
- 2014年（平成26年）
  - 1月 -  反対派市民団体による住民投票条例制定の請求を宇都宮市議会が反対多数で否決[64]。
  - 3月20日 - 第3回「芳賀・宇都宮基幹公共交通検討委員会」を開催。
  - 7月25日 - 第4回「芳賀・宇都宮基幹公共交通検討委員会」を開催。
  - 8月26日 - 第5回「芳賀・宇都宮基幹公共交通検討委員会」を開催。
- 2015年（平成27年）
  - 3月 -  反対派市民団体による住民投票条例制定の請求を宇都宮市議会が反対多数で再否決[64]。
  - 6月1日 - 第6回「芳賀・宇都宮基幹公共交通検討委員会」を開催。
  - 8月3日 - 第7回「芳賀・宇都宮基幹公共交通検討委員会」を開催。
  - 8月24日 - 第8回「芳賀・宇都宮基幹公共交通検討委員会」を開催。
  - 6月15日-7月6日 - 「宇都宮市・芳賀町LRT事業の運営を担う意向のある事業者募集」実施。
  - 7月28日 - 事業者募集の結果を受け宇都宮市と芳賀町が主体的な役割を担う「官民連携による新会社」の設立を発表。
  - 9月 -  宇都宮市議会、芳賀町議会で「官民連携による新会社」の設立に係る議案を議決[64]。
  - 9月 -  反対派市民団体による住民投票条例制定の請求を宇都宮市議会が反対多数で再々否決[64]。
  - 10月6日 - 第9回「芳賀・宇都宮基幹公共交通検討委員会」を開催。
  - 10月23日 - 出資予定者による設立発起人会を開催[60]。
  - 11月6日 - 創立総会、取締役会を宇都宮市役所で開催[60]。設立時本社が置かれた宇都宮アクシスビル

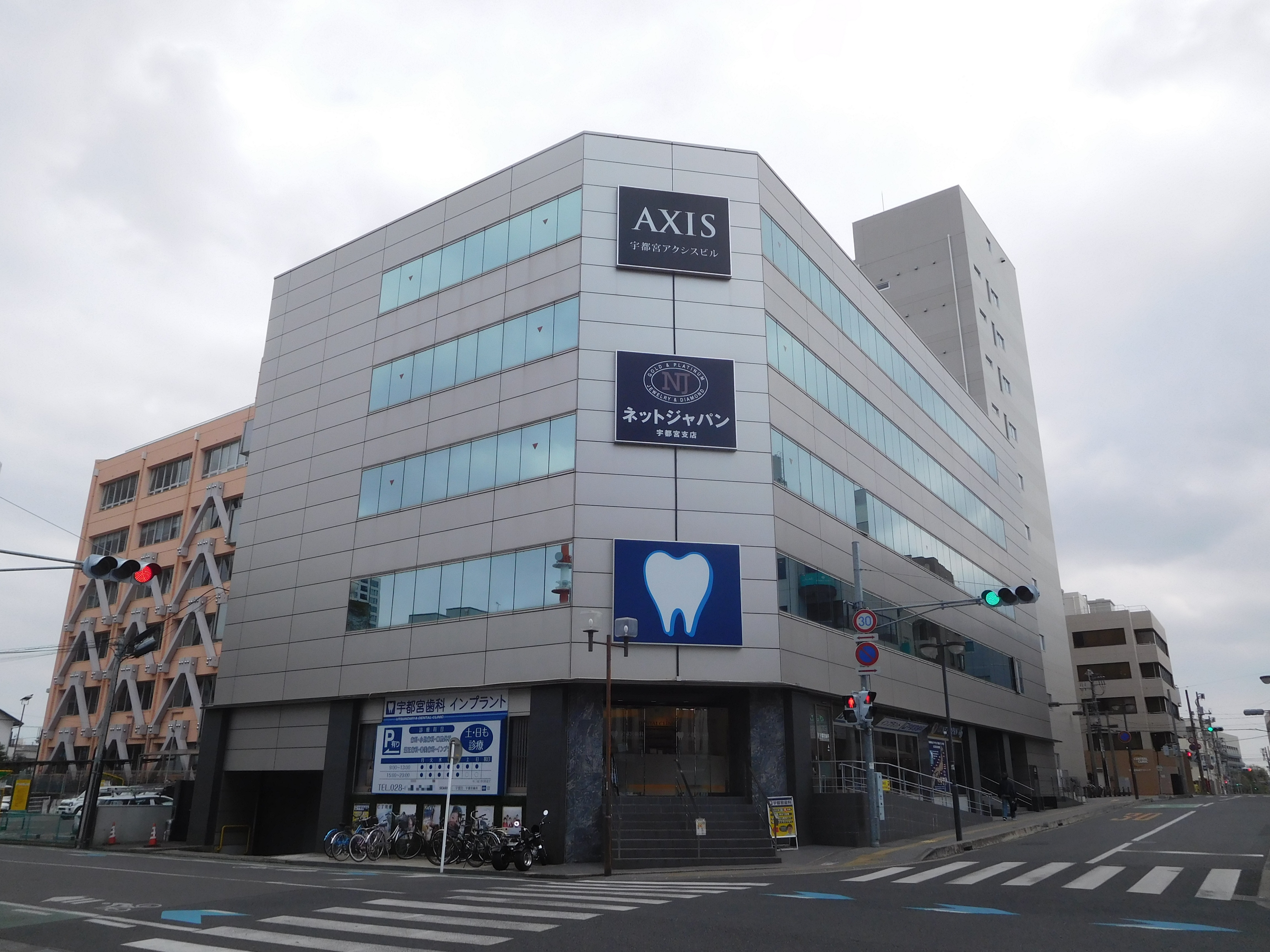
設立時本社が置かれた宇都宮アクシスビル

  - 11月9日 - 登記申請[60]。宇都宮ライトレール株式会社設立[1][65]。初代代表取締役社長は宇都宮市副市長の高井徹[60]。
  - 11月12日 - 第10回「芳賀・宇都宮基幹公共交通検討委員会」を開催。
- 2016年（平成28年）
  - 1月20日 - 第11回「芳賀・宇都宮基幹公共交通検討委員会」を開催。
  - 1月22日 - 軌道運送高度化実施計画を国土交通省関東運輸局へ申請（軌道法の特許申請）[66]。
  - 7月26日 - 国土交通省運輸審議会が宇都宮ライトレールの軌道運送高度化実施計画について公聴会を開催[67]。
  - 9月8日 - 国土交通省運輸審議会が国土交通大臣へ、宇都宮ライトレールの軌道運送高度化実施計画について認定することが適当であると答申書を提出[68]。
  - 9月26日 - 国土交通大臣、宇都宮ライトレールの軌道運送高度化実施計画を認定[69]。
  - 10月24日 - デザインコンセプトを発表[70]
  - 11月22日 - 同日投開票の宇都宮市長選にて推進派の佐藤栄一が再選（4期目）。
    - 同選ではLRT事業が大きな争点となり、得票差は約6200票と接戦となった[71]。

  - 12月21日 - 宇都宮市が当初2019年度を見込んでいた開業を見送り、延期する方針を固めたことが報道される[72]。
- 2017年（平成29年）
  - 1月1日 - 栃木県知事の福田富一がLRT事業への県の参画について表明[61]。
  - 3月22日 - 同日開催の第15回芳賀・宇都宮基幹公共交通検討委員会において、宇都宮市が清原地区市民センター前トランジットセンター（清原地区市民センター前停留場隣接）の整備用地について、デュポン日本法人が、宇都宮事業所の駐車場跡地を提供する方針であることが報道される[73]。
  - 3月31日 - 社長の高井徹が宇都宮市副市長を辞任し、同社の経営に専念[74]。
  - 7月11日 - 同日の宇都宮市議会議員協議会で、2017年度着工、2022年3月開業の整備スケジュールを発表。このほか、宇都宮駅東側のバス再編案の公表、駅西側のLRT整備区間・バス再編についてイメージを示す[75]
  - 8月9日 - 宇都宮市と芳賀町、宇都宮ライトレールの3者が工事施行認可を国（国土交通大臣）に申請[76]。
  - 9月29日 - 宇都宮市議会9月定例会で工事施行認可申請に伴う市道へのLRT軌道敷設に同意する議案が可決[77]。
  - 10月10日 - 栃木県議会9月通常会議の最終本会議で軌道敷設工事施行認可申請に同意する議案等が可決[78]。
- 2018年（平成30年）
  - 3月20日 - 国土交通省、優先整備区間の工事施行認可[79]。
  - 3月22日 - 栃木県知事、都市計画事業認可[79]。
  - 5月28日 - 優先整備区間の起工式を挙行[80]。
- 2020年（令和2年）
  - 1月14日 - 運転士候補4人の入社式[81]。
  - 6月29日 - LRTのシンボルマークが決定[82][83]。
  - 8月26日 - 宇都宮ICカード導入検討協議会は宇都宮地域に導入する地域提携ICカードの名称を「totra」に決定[84][85]。同時にデザインも決定した[84][85]。
  - 12月15日 - 翌年1月15日までの間、LRT車両の愛称を4つの案から選ぶ投票を実施[86]。
- 2021年（令和3年）
  - 4月15日 - 停留場名候補を決定し、4月19日に提案書を芳賀町と宇都宮市に提出[87]。当初は2020年8月に決定する予定であった[88]。
  - 4月23日 - 停留場名称が決定[89]。LRT車両の愛称が「ライトライン」に決定[90][91]。
  - 5月27日 - 車両を基地に納入開始[92][93][94]。
  - 5月31日 - 車両お披露目式を開催[95]。
- 2022年（令和4年）
  - 5月20日 - 関東鉄道協会（かんとうみんてつ）に加盟[96]。
  - 6月28日 - 車両の納入が終了[97]。
  - 11月17日 - 平石〜宇都宮駅東口間で試運転を開始[98]。
  - 11月19日 - 試運転中に脱線事故が発生[99][100][101]。脱線し復旧作業が行われているHU300形HU306編成（2022年11月19日）

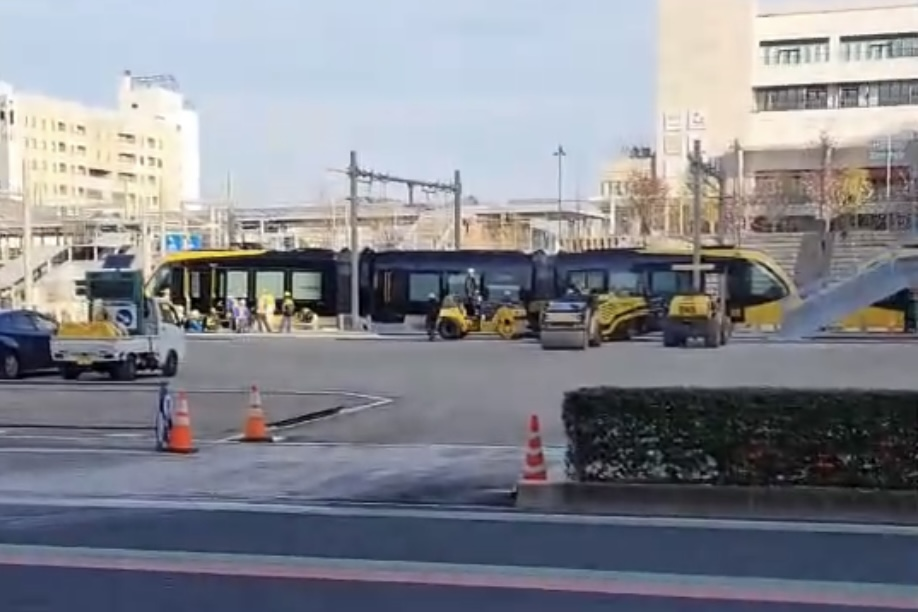
脱線し復旧作業が行われているHU300形HU306編成（2022年11月19日）

- 2023年（令和5年）8月26日 - 優先整備区間として、宇都宮駅東口 - 芳賀・高根沢工業団地間 14.6km開業[102][103][104][105][106][107]。同日午後3時頃から営業開始[108][109]。本店所在地を栃木県宇都宮市中央1丁目1番1号 宇都宮アクシスビル406号室から同市下平出町3110番地に移転[110]（移転日付不詳）。
  - 10月23日 - 平日ダイヤの朝時間帯の時刻変更、夜時間帯の延長運転および増発のダイヤ改正を実施[111]。
  - 11月3日 - 「ライトライン一日乗車券」を発売[112][113]。
- 2025年（令和7年）
  - 6月6日 - 代表取締役社長の高井徹が退任し、新たに酒井典久（前取締役副社長・前宇都宮市副市長）が就任[3]。

#### 今後の予定
- 2025年（令和7年）度内 - 宇都宮駅西側区間の軌道事業の特許申請[114]
- 2026年（令和8年）内 - 宇都宮駅西側区間着工予定[114]
- 2030年代前半 - 宇都宮駅西側区間（宇都宮駅東口 - 宇都宮駅西口 - 栃木県教育会館前）開業予定[114]

### LRTの検討と計画の変遷
沿革の節で概説したように、宇都宮市を東西に縦貫する新交通システム路線にLRTを導入するにあたっては、2003年（平成15年）に公表された「新交通システム導入基本計画策定調査報告書」を基本とし、政治的な論点となりつつも、2018年（平成30年）の着工まで15年にも及ぶ長期にわたり、その実現へ向けて必要となる、事業・運営のスキームや施設計画の具現化や街づくり、周辺公共交通機関への寄与や影響についての議論が続けられてきた。
この項では「新交通システム導入基本計画策定調査報告書」のさらにその元となった「新交通システム導入基本方針」（2001年〈平成13年〉公表）から続けられてきた新交通システム導入に関する検討において、決定・策定されていった事項を時系列順に取りまとめている。
| 策定時期 | 計画・報告書名                                                           | 決定した事項 | 課題として残された事項 | 策定した組織                                                                                         | 調査年次 |
| --- | ------------------------------------------------------------------------ | --- | --- | --- | --- |
| 2001年（平成13年）4月                                                                                                 | 新交通システム導入基本方針                                               | ・導入する新交通システムの方式を次世代型路面電車と決定 ・導入区間をJR宇都宮駅東口からテクノポリスセンター地区（ゆいの杜）までと設定 ・停留場の大まかな設定や、交通結節点（トランジットセンター）の設置を盛り込んだ | ・導入ルートの詳細な経由地 ・運営と整備の手法について | 新交通システム検討委員会（初代）                                                                     | 1999年（平成11年）度 - 2000年（平成12年）度                                                                  |
| 2003年（平成15年）3月                                                                                                 | 新交通システム導入基本計画策定調査報告書                                 | ・路線のルートについて、宇都宮駅東口から清原工業団地中央部（現在の清原地区市民センター前停留場付近）を経由しテクノポリスセンターへ向かう約12kmのルートに決定し、「当初計画区間」とする ・宇都宮駅から西進し桜通り十文字までの約3kmについて延伸計画区間と位置付ける。全体の停留場の設置箇所は24か所に設定 ・当初計画区間の需要について一日約16,000人、延伸計画区間を含めた場合約45,000人と予測（2020年度） ・採算の見通しについて、当初計画のみでも、延伸計画区間すべてを整備したとしても、初期投資に要する借入金の返済は困難とされた（40年以内に借入金を返済するには一日50,000人以上の利用が必要とされた）。 | ・初期投資に関わる行政の関与や民間の負担軽減のスキームについて ・整備区間の整備スケジュール ・運営主体について路線の整備と運営を一体で担う第三セクター方式の企業を設立することが望ましいとされたが、詳細について確定はしなかった。 ・LRTと街づくり・交通政策の連携、市民や交通事業者との合意形成など | 新交通システム導入基本計画策定調査委員会・栃木県庁・宇都宮市役所                                     | 2001年（平成13年）度 - 2002年（平成14年）度                                                                  |
| 2005年（平成17年）3月                                                                                                 | 新交通システム導入課題対応策検討調査報告書                               | LRTと街づくり・交通政策との連携の方策を中心とした内容である。 ・栃木県央地域全体の交通ネットワークを構築するにあたり、新交通システムを東西方向における基幹公共交通軸として導入する方針を示す ・地域の特性に応じて、鉄軌道、路線バス、コミュニティバス・乗り合いタクシーなど多様で階層的な交通システムを導入する方針を示す ・国土交通省が新たに設定した「LRTシステム整備費補助」や「路面電車走行空間改築事業」制度の活用を想定し、採算ラインについて40年以内の借入金の返済を目指す場合一日約39,000人であると試算 ・大通りにLRTを導入した場合の導入空間やトランジットモール化についての方策 | ・事業運営主体に対する公共支援策といった事業スキームのあり方 | 新交通システム導入方策調査検討委員会・宇都宮市役所・一般社団法人日本交通計画協会（市より調査を委託） | 2004年（平成16年）度                                                                                         |
| 2007年（平成19年）3月                                                                                                 | 新交通システム導入課題の検討結果報告書                                   | ・交通結節点（トランジットセンターやバスとの接続点）について仮設定 ・導入空間（導入される道路や専用軌道においての寸法や車道の車線数）の詳細を策定 ・地域ごとのLRTと周辺交通システムの導入イメージを策定 | ・LRT導入に伴う、周辺路線バスへの影響やルート ・街づくりと公共交通ネットワークの将来イメージの具体化 ・交通結節点の規模や配置計画の具体化 ・公共交通機関優先とする際の自動車流入規制などの具体化や周辺道路ネットワーク整備の在り方                                                                   | 新交通システム導入課題検討委員会                                                                     | 2005年（平成17年）度 - 2006年（平成18年）度（なお2005年度の検討内容について一度2006年3月に取りまとめている） |
| 2009年（平成21年）3月                                                                                                 | 新交通システム導入に関わる『事業・運営手法』と『施設計画』の検討結果報告 | ・整備と運営のスキームについて、新たに施行された「地域公共交通の活性化及び再生に関する法律」を適用し、整備を行政が、運営を第三セクター方式の企業が担う上下分離方式で担うと策定し、役割の分担や費用の負担配分、公共、民間のそれぞれの視点におけるメリット・デメリット、収支構造、事業スキーム事業性の向上策などを整理 ・設備計画について、岡山電気軌道9200形をモデルとした車両の導入を想定し、導入に必要な道路の幅員やセンターポール式の架線柱の採用、停留場の設備などを決定 ・桜通り十文字〜テクノポリスセンター間の停留場（全24か所）の配置場所を設定 ・トランジットセンターの設置場所について、桜通り十文字周辺、東武宇都宮駅、宇都宮駅西口・東口、大規模商業機能集積地（現在の宇都宮大学陽東キャンパス停留場）付近、新4号バイパス（現在の平石停留場）付近、清原工業団地（現在の清原地区市民センター前停留場）付近、テクノポリスセンター付近に設置すると設定 トランジットセンターについて、路線バス・自転車・自動車（キスアンドライド・パークアンドライド）との連携した機能を持つ施設とすると策定し、施設の詳細について設定 ・導入区間ごとの導入形態や、他の交通手段やフィーダーバスとの結節についての方針を策定 | ・運営に関係する機関・事業者や交通事業者との連携 ・整備プロセス、事業費縮減方策の検討 ・自動車交通との調整 ・施設整備・運営管理への市民の参画 や、利用促進へと向けた連携 | 新交通システム検討委員会（2代目）                                                                    | 2007年（平成19年）度 - 2008年（平成20年）度                                                                  |
| 2013年（平成25年）3月                                                                                                 | 東西基幹公共交通の実現へ向けた基本方針                                   | 今まで検討段階であった宇都宮市の東西基幹公共交通にLRTを導入する方針を正式に確定した。 ・整備手順について、JR宇都宮駅東側（宇都宮駅東口 - テクノポリスセンター間約12km）を優先的に整備する方針を確定 ・事業スキームについて、行政が路線（走行空間）や交通結節点、停留場といった施設を建設・保有し、民間の営業主体がそれを借り受けて運行と維持管理を行う「公設型上下分離方式」を採用すると決定 ・LRTと接続するフィーダーバス網の構築や他の交通手段と連携した運行制度の導入、周辺道路の整備を図る方針を示す | ・営業主体となる企業の詳細 ・軌道事業の特許取得や都市計画の策定 ・関係機関との協議の場の設置、整備財源の確保など ・さらなる市民理解の促進 | 宇都宮市役所                                                                                         | なし（2003年の新交通システム導入基本計画策定調査以来検討されてきた事項をもとに策定）                         |
| 2016年（平成28年）9月（認定時期） ※2021年（令和3年）3月 及び2023年（令和5年）3月 に一部を改訂したものが認定されている | 軌道運送高度化実施計画                                                   | 「地域公共交通の活性化及び再生に関する法律」に基づき作成し国土交通大臣に認定された事業計画である。 ・整備区間について宇都宮駅東口から芳賀郡芳賀町大字下高根沢の本田技研北門（現在の芳賀・高根沢工業団地停留場付近までの14.6kmと確定 ・宇都宮市と芳賀町が路線設備を整備保有し、運行及び維持管理を新規に設立された宇都宮ライトレール株式会社が行うことを決定し、施設の使用料、管理方法などを決定 ・車両について福井鉄道F1000形電車を元とした3連接車体の超低床電車を17編成導入すると確定 ・開業時期を2023年（令和5年）8月と設定 ・総事業費は684.2億円と見積もり、事業費の約半額を社会資本整備総合交付金で、残りを一般公共事業債で調達すると決定 ・運行計画の詳細を確定 ・需要予測について平日1日当たり16,318人、休日5,648人が利用すると算出し、収支予測は開業後8年間で累積損失を解消できると試算 ・交通結節機能の強化やバスネットワークの再編、地域内交通、ICカードシステムの導入、モビリティ・マネジメントの実施など関連事業についても盛り込んだ。 | | 宇都宮市役所・芳賀町役場・宇都宮ライトレール株式会社                                                 | 2013年（平成25年）11月〜                                                                                     |

## 路線
- 宇都宮芳賀ライトレール線 -（宇都宮駅東口 - 芳賀・高根沢工業団地 14.6 km）

全体整備区間としては、宇都宮市区間の宇都宮市街地中心部西側の桜通り十文字交差点（宇都宮市桜2丁目）[北緯36度33分55秒 東経139度52分04秒]からJR宇都宮駅を経由して宇都宮テクノポリス[北緯36度34分04秒 東経139度59分33秒]までの延長約12 kmと、芳賀町区間の芳賀・高根沢工業団地までの約3 kmが計画されている。宇都宮駅の東側区間と西側区間の接続については、宇都宮駅の北側に東北本線を跨ぎ東北新幹線の下をくぐる高さの高架橋を建設する計画である[北緯36度33分40秒 東経139度53分59秒]。
うち宇都宮駅東口（宇都宮市宮みらい）[北緯36度33分31秒 東経139度53分57秒]から芳賀・高根沢工業団地（芳賀町下高根沢）[北緯36度34分45秒 東経140度0分42秒]までの14.6 kmは優先整備区間として先行して整備され、2023年（令和5年）8月26日に開業した。
地域公共交通の活性化及び再生に関する法律に基づく上下分離方式を採用し、宇都宮市・芳賀町が設備を保有し、宇都宮ライトレールが運行を行っている。

路線図

## 車両
開業時に導入したHU300形（ライトライン）17編成51両が在籍する。路線や設備などと同じく宇都宮市と芳賀町が車両を保有し、宇都宮ライトレールに貸し付ける形で運用されている。

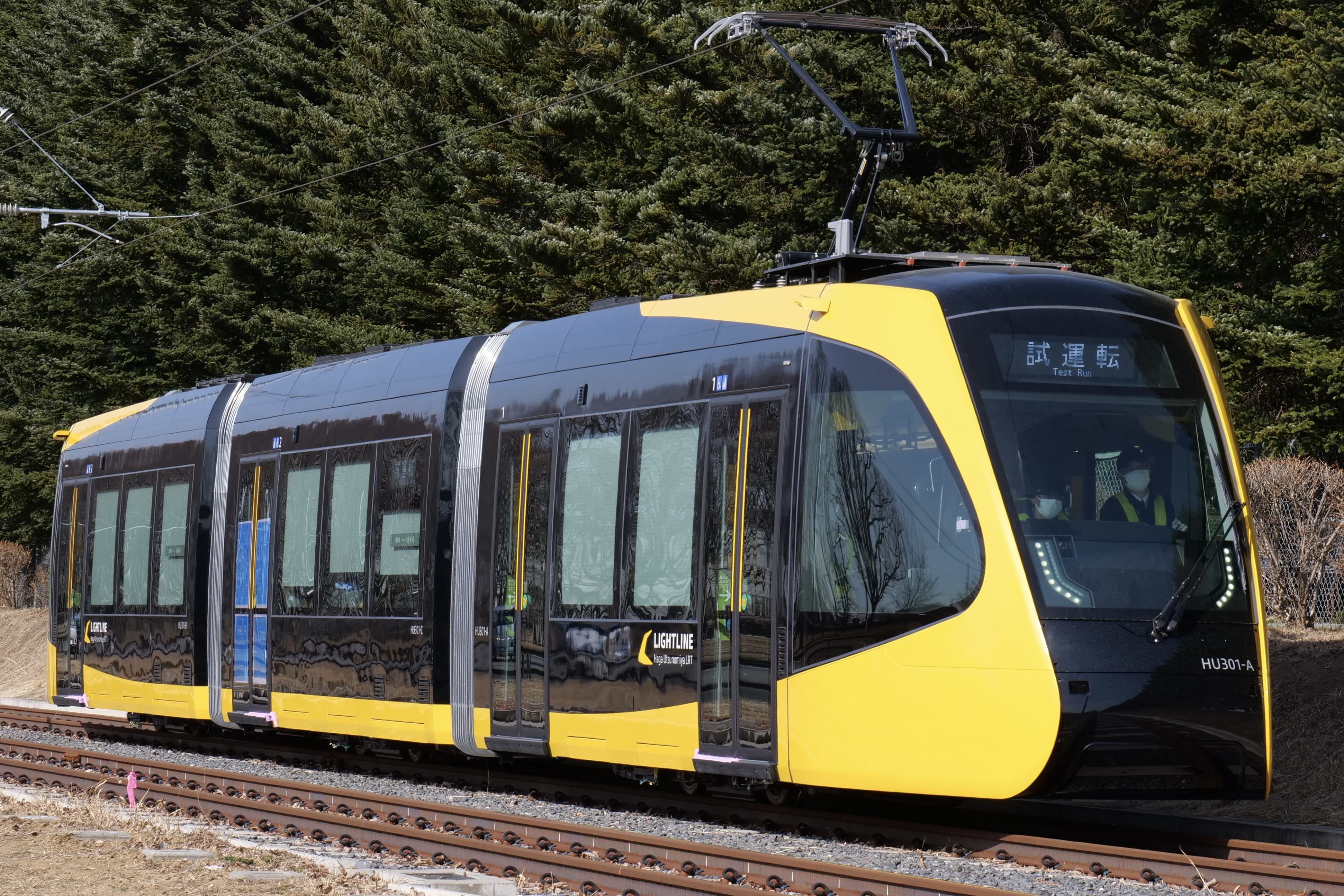
HU300形「ライトライン」 （2023年3月 グリーンスタジアム前停留場 - 清原地区市民センター前停留場間）

## 運賃
普通旅客運賃（開業〈2023年8月26日〉時点、小児及び障害者手帳保持者（一部除く）は半額〈10円未満切り上げ〉) は下表の通り。対キロ区間制を採用している。
| 距離     | 金額  |
| -------- | ----- |
| -3 km    | 150円 |
| 3–5 km   | 200円 |
| 5–7 km   | 250円 |
| 7–10 km  | 300円 |
| 11–13 km | 350円 |
| 13–15 km | 400円 |

なお、団体利用（25名以上）の場合は、事前に申し込めば運賃が1割引き（学校など教育機関で利用する場合は2割引き）となる。なお、団体割引が適用される際は団体乗車券が発行され、事前に受け取ったうえで利用する。
地域連携ICカードのtotraのほか、SuicaやPASMOなどの全国相互利用が可能な交通系ICカードを利用できる。
また、2023年（令和5年）11月3日からは宇都宮芳賀ライトレール線の全線が乗り放題となる「ライトライン一日乗車券」の発売が開始された。価格は大人1,000円、小児500円で、ほかにも宇都宮餃子会の直営店で使用できる300円分の金券がついた1,300円の餃子券付きの乗車券もラインナップされた。一日乗車券は周りから見えるよう首からかけて使用する。乗車券は宇都宮駅東口停留場と車両基地管理棟（平石停留場近く）の宇都宮ライトレール定期券売り場で販売している。なお、紙券のみの取り扱いでICカードに搭載はできない。2024年4月20日からは「道の駅はが＆芳賀温泉ロマンの湯」とコラボした一日乗車券の発売を開始した。道の駅はがで使用できる700円分の金券とロマンの湯入湯券をセットして2,000円となっている。

### 貸切運行
14日前までに予約すれば、1編成をすべて貸切って利用できる貸切電車の運行を行うことができる。料金は区間を問わず片道1運行40,000円（消費税込み、利用者の半数以上が小児〈小学生以下〉の場合は20,000円、往復運行の場合はいずれもその倍額）で、個人や団体を問わず利用できる。定員の上限は1編成あたり160人である。

## LRT事業のデザイン

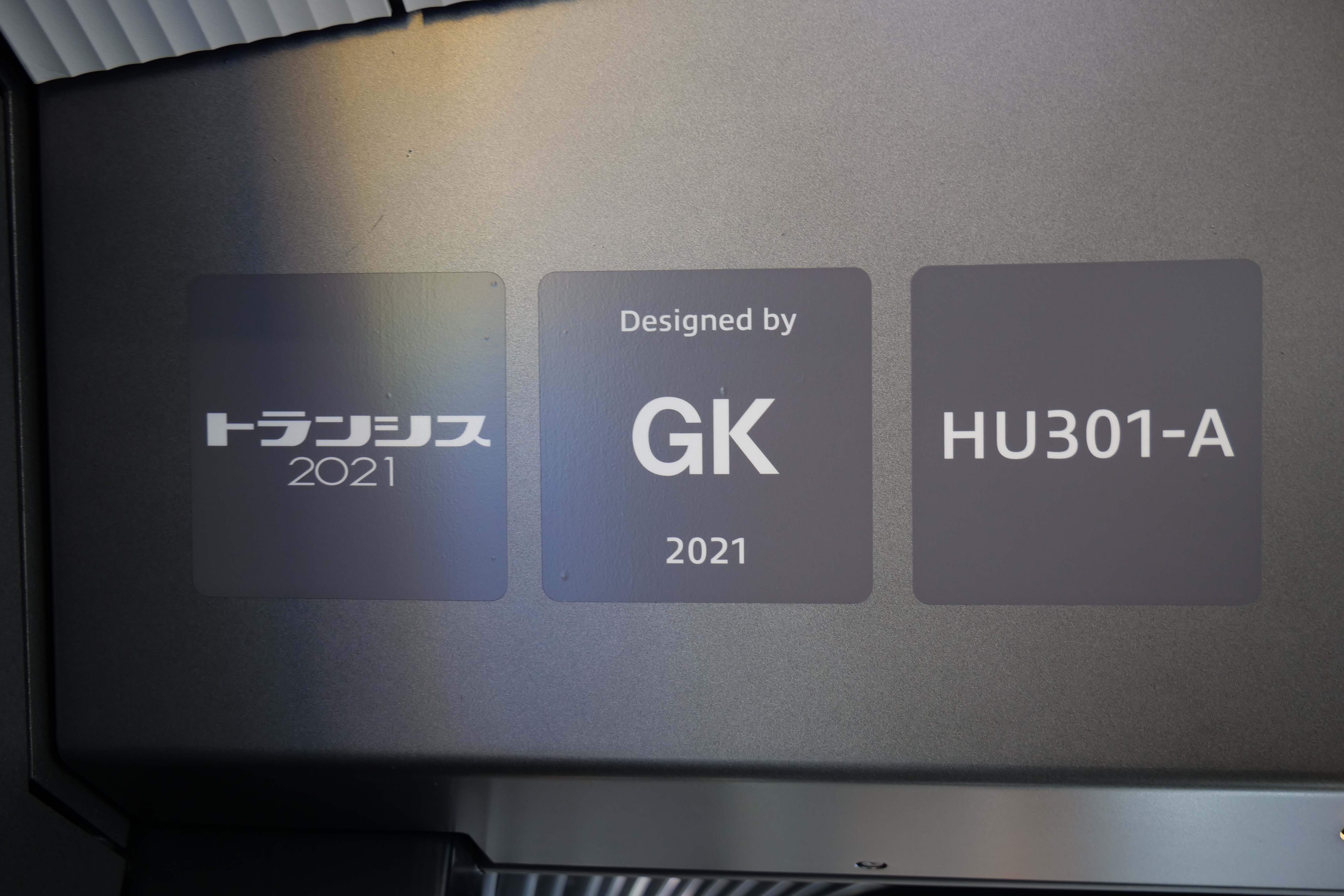
HU300形HU301-A号車に掲出される銘板類。
GKインダストリアルデザインがデザインを担当したことを表す「Designed by GK」の表記がある。

本LRT事業のデザインは東京のデザイン会社であるGKデザイングループ（GKデザイン機構、GK設計、GKインダストリアルデザインなどで構成）が手掛けている。2016年（平成28年）5月にトータルデザイン業務に関するコンペティションが行われ、GKがトータルデザインを担当することとなった。GKデザイングループは広島市のアストラムラインや富山市におけるLRT事業においてもトータルデザインを担当した経験を持つ企業である。
本LRT事業のトータルデザインをはじめとした次世代型路面電車システム全体のデザインについては、公益財団法人日本デザイン振興会が主催する2023年（令和5年）度グッドデザイン賞「グッドフォーカス賞（地域社会デザイン部門）」を受賞した。

### トータルデザイン
「芳賀・宇都宮基幹公共交通検討委員会」の「LRTデザイン部会」にて2016年（平成28年）8月から検討が進められ、2016年（平成28年）10月24日に、トータルデザインにおけるデザインコンセプト「『雷都を未来へ』LRTによる未来のモビリティ都市の創造」が公表された。
これは、古来より宇都宮周辺は夏に雷が多い気候であり、別名「雷都（らいと）」と呼ばれてきたこと、雷による夕立の恵みが豊作をもたらし、「らいさま」と呼ばれてきたこと、に由来する。雷を選んだ理由としては、「永続性を持ち 廃れないものとする『普遍性』」「他になく、宇都宮市と芳賀町の固有性を示す『独自性』」「多様な施設等のデザインに反映できる要素を持つ『展開性』」を有することが挙げられている。
これをもとに、住民参加を得ながら、後述する各種施設がデザインされることとなった。

### シンボルマーク

シンボルマーク

2020年（令和2年）6月29日にLRT事業のシンボルマークが決定した。LRTシンボルマークは、「芳賀・宇都宮LRTの価値や存在を効果的に伝えるデザイン」をデザインの基本方針とし、「一目で芳賀・宇都宮LRTだとわかる個性的で明快なデザイン」「公共交通としての信頼性、安全性を感じさせるデザイン」「マイレールとしての誇りや愛着を醸成させるデザイン」を目指すとされ、LRT事業そのものを表現し、一目で訴求・周知を図ることができる「象徴」の役割を担う、「事業のマーク」に位置付けている。
シンボルマークについて、LRT事業は都市の骨格形成や拠点づくりに資するもので、住民の日常生活において必要不可欠となる多様な移動手段の確保に貢献する鉄軌道事業であり、こうした事業を持続可能な公共交通機関として将来にわたり維持・存続していくためには、事業主体である宇都宮市・芳賀町（整備事業者）と宇都宮ライトレール株式会社（運行事業者）が緊密な連携の下でそれぞれの役割を果たしながら一体となって事業を推進していくものだとされ、シンボルマークは「LRT事業に関わる全てのものに共通し、それらを結びつける存在として作成するもの」と定義された。
先述のトータルデザインコンセプト「雷都を未来へ」のモチーフである「雷の稲光」とシンボルカラーの「黄色」を用いたLRT事業を連想できる「象徴性」の高いデザインと、芳賀・宇都宮地域をつなぐ公共交通を表現するものとして、長期間にわたり使用できる永続性を持ち、すたれにくい「普遍性」を備えたデザインの両方を兼ね備えたものを求め、LRT事業を的確に、誰にでも、いつまでも伝えることできるというマークのデザインの考え方 の下、次に示す3つのデザインが作成された。
| デザイン案 | コンセプト                                                      | 考え方 |
| ---------- | --------------------------------------------------------------- | --- |
| A案        | 「雷都を未来へ」の考え方を直接的に表現したデザイン              | 芳賀・宇都宮地域をつなぐ東西基幹公共交通としてLRTが宇都宮市民・芳賀町民、幅広い利用者から末永く愛されるものとなるよう、この事業のデザインの要である「雷都を未来へ」そのものをモチーフに、その考え方である、まちの顔となる「独自性」や地域固有の風土を感じる「雷の光」、将来イメージを牽引する「先進性」を具現化した図柄として作成 |
| B案        | 東西方向を走る公共交通LRTをイメージしたデザイン                 | 栃木県中央地域の東西方向を拓き、宇都宮市と芳賀町をつなぐ基幹公共交通LRTが走る姿のイメージをモチーフに、「矢じり」という普遍的な記号を左右に2つ配置し、「軌道 （レール）」と「雷の稲光」の形にも重なるような図柄を作成 |
| C案        | トータルデザインのモチーフである 「雷の稲光」を強調したデザイン | 芳賀・宇都宮地域を気候や風土を象徴するものであり、 誰もがイメージしやすい「雷の稲光」の形状をモチーフに、シンボルカラーの「黄色」の色彩パターンを工夫して立体感を持たせて、その存在感をさらに強調した図柄を作成 |

この3案の中から、A案が「古来、雷が芳賀・宇都宮地域に恵みを与えてきたように、『LRTがこの地に交流や活力といった恵みをもたらす役割を担う』という、『雷都を未来へ』の考え方を直接的に表現したデザインとなっていること」、「同じく『雷都を未来へ』を直接的に表現した車両とも高い親和性を持つデザインであり、この事業に関わる全てのものを結びつける上で分かりやすいことから宇都宮市民・芳賀町民へのスムーズな浸透も期待できるものと考えられること」が評価され、採用された。
シンボルマーク策定に合わせ、LRT事業の通称「芳賀・宇都宮LRT」のロゴマークも作成された。和文のフォントは「ヒラギノ角ゴシックファミリー」、欧文のフォントは「Allumi Family」を指定する。また、宇都宮ライトレール株式会社のロゴマーク や、車両愛称「LIGHTLINE」のロゴマーク も同様の形式で作成されている。

## 受賞歴
宇都宮ライトレール株式会社や事業に関連する団体の受賞歴をここに記す。
- 芳賀・宇都宮LRT全体に対する賞。
  - 公益財団法人日本デザイン振興会「グッドデザイン賞 グッドフォーカス賞（地域社会デザイン部門）」（2023年）[140][144]
  - 日本経済新聞社「2023年 日経優秀製品・サービス賞 最優秀賞」（2023年）[144][145]
  - 国土交通省「第23回日本鉄道賞 特別賞」（2024年）[146]
  - 公益財団法人国際交通安全学会「第45回 国際交通安全学会賞 業績部門」（2024年）[144]
  - 栃木県産業協議会「第33回 栃木県イメージアップ貢献賞 産業経済部門」（2024年）[144]
  - 産業経済新聞社「第33回地球環境大賞 環境大臣賞」（2025年）[147]
  - 国土交通省「第18回国土交通省バリアフリー化推進功労者表彰」（2025年）[148]
- HU300形車両に対する賞。
  - 公益社団法人日本インダストリアルデザイン協会「JIDAデザインミュージアムセレクションvol.24」（2023年）[144][149]
  - 鉄道友の会「第64回ローレル賞」（2024年）[150]

## LRT導入に対する地元の動きや市民運動

### プロモーション活動
宇都宮市ではLRT事業を市民に広く周知することや、理解促進を目的にプロモーション活動を行っている。2017年（平成29年）8月よりスローガン「MOVE NEXT UTSUNOMIYA」（ムーブ・ネクスト・うつのみや）の利用を開始し、沿線の主要施設であるショッピングセンター「ベルモール」1階に「交通未来都市うつのみやオープンスクエア」を開設した。なお、駅東口側の優先整備区間の開業後の2023年（令和5年）10月1日にはJR宇都宮駅西口の商業施設「トナリエ宇都宮」3階に移転して再オープンしたため、ベルモールでの営業は終了した。
開業までの時間が少なくなりつつあった2022年（令和4年）より、今までLRTの理解促進を目的としたものであった「MOVE NEXT」を、市全体での公共交通の利用促進やLRT開業に向けた機運醸成を図る「公共交通利用促進運動」（通称：MNU事業）として拡大した。具体的な事業としては
1. 「発信・PR」（前述した地域連携ICカード「totra」を、中学生・高校生相当世代[154] や企業への無料配布、LRT・バス・地域内交通を乗り継いだ際の運賃を割引する乗継割引制度、バス乗車デー、企業広告掲出枠の確保、全関係者と連携した周知活動など）
2. 「イメージ転換」（電動キックボード・シェアサイクル実証実験、カーボンニュートラルキャンペーン、各種イベントにおける体験企画、ICT等を活用した利用環境整備など）
3. 地域連携（地域事業者と連携した割引特典、プロスポーツチームとの観戦企画、観光・交通事業者との周遊キャンペーン、学校と連携した講座や体験型企画など）

を実施し、それらを時期ごとに分けて戦略的プロモーションするというものである。
| 時期                            | 内容                                                                  |
| ------------------------------- | --------------------------------------------------------------------- |
| 2022年（令和4年）4月 - 7月      | 第1弾（期待感の醸成、上記totraの配布や各種インセンティブの提示 など） |
| 2022年（令和4年）8月 - 12月     | 第2弾（行動探求、上記体験・体感企画、地域連携企画 など）              |
| 2023年（令和5年）1月 - 開業まで | 第3弾（拡散・深化、各種コンテスト等の実施、LRT開業記念事業 など）     |

LRTの開業した2023年（令和5年）度以降では、後述する事業のロードマップの中で「MNU1.0」と言われる部類の事業が行われており、LRTの開業を好機ととらえ、市民の持つLRTに対する期待感や、開業に際して生まれた祝福ムードを生かし、市民に対し公共交通へのイメージ向上を図り交通手段の転換を促すモビリティ・マネジメントの一環としてMNU事業が行われている。東日本旅客鉄道グループの広告代理店であるジェイアール東日本企画（Jeki）が宇都宮市全体への公共交通プロモーション業務を、都市交通分野での研究を行う機関である一般財団法人計量計画研究所が、LRT沿線地域へのモビリティ・マネジメント業務をそれぞれ市から委託して行っている。
MNU事業は市の進める都市構造像である「ネットワーク型コンパクトシティ（NCC）」や、社会構造像であるスマートシティの構築へ向け重要となる取り組みであり、中長期的に取り組まれる。
| レベル                                          | 施策 |
| ----------------------------------------------- | --- |
| 「MNU 1.0」                                     | 『モビリティ・マネジメントの実施』- 多様な利用者や交通環境の整備と合わせたモビリティ・マネジメントの実施                                    |
| 「MNU 2.0」                                     | 『モビリティ・マネジメントの統合』 - 多様なモビリティ・マネジメントの戦略的な統合化やブランディング戦略                                     |
| 「MNU 3.0」                                     | 『スーパースマートシティ事業（SSC）との統合』- MaaSによる統合したモビリティサービスの提供、SSCを支える都市OSとの連携                        |
| 「MNU 4.0」（宇都宮市の思い描く未来像の完成形） | 『ネットワーク型コンパクトシティ（NCC）との統合』- NCCの実現、都市全体の目的との整合、市民のクオリティ・オブ・ライフ（QOL、生活の質）の向上 |

#### ポスター配布
宇都宮市では県内の企業や事業所や店舗に対し、希望すればLRTのポスターを無料で提供している。
開業段階で提供されているポスターは「LRTのある暮らし」をテーマに2022年（令和4年）に制作され、実際のHU300形車両と乗客役のモデルを使用して撮影されている。
なお、HU300形車両の落成前となる2021年（令和3年）に制作されたポスター は、実際の橋梁や停留場にCGでHU300形車両や利用客を合成したものになっていた。
また、芳賀町も宇都宮市とは異なる内容のポスターを制作した。

### 推進・賛成派

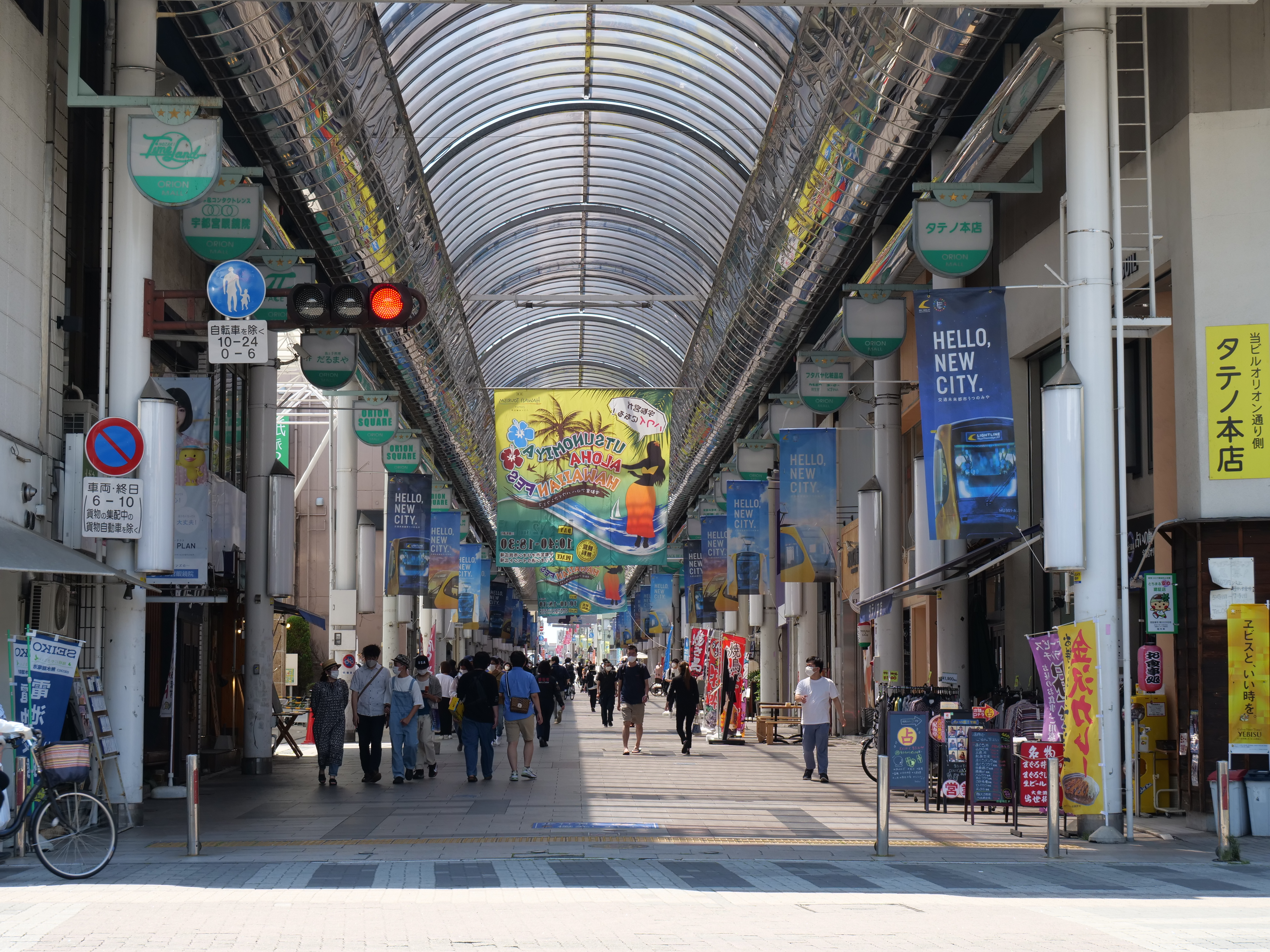
LRTの旗を掲げるオリオン通り

政党では国政与党である自由民主党（自民党）がLRT事業を長年推進している立場である。特に宇都宮市を地盤とする栃木県第1区から選出されている衆議院議員船田元や、栃木県選挙区から選出されている参議院議員高橋克法が、栃木県・宇都宮市と国政のパイプ役として機能し長年事業の実現を強力に推進している。
2004年に設立された市民団体「雷都レールとちぎ」が、対話集会、アンケート調査、署名活動、有識者による講演会、冊子・パンフレットによる広報活動などを継続的に実施している。2017年2月には、同会と「県LRT研究会」により、整備推進に関する要望書が宇都宮市議会議長宛で提出されている。
2017年11月には、LRT整備を機に栃木県央の地域づくりを考えるため、企業主体の一般社団法人「県央まちづくり協議会」が設立された。
宇都宮市は「LRT市民応援団『teamNEXT』」を設立し、個人・企業を問わず、メンバーを募集している。
また、LRT事業を協賛・推進する公共施設や観光施設で宇都宮ライトレールのPRキャンペーンやグッズの販売を行っている。

### 反対派
政党では立憲民主党（旧民主党→民進党）や社会民主党（社民党）、日本共産党などが強硬に反対している。
2013年7月に民主党（民進党）や社民党によって運営される 反対派市民団体「民意なきLRT導入を阻止する会」が発足し、LRT導入の賛否を問う住民投票実施を求める署名活動を展開した。同会は2014年7月に「宇都宮市のLRTに反対し公共交通を考える会」と改名し、引き続き計画の根本的な見直しを主張している。代表とする人物は反対理由を「LRT導入による自動車交通の阻害」「バス路線再編による乗り換えの増加」「膨大な建設費用による採算問題」とし、基幹公共交通は従来型バスシステムの充実、利便性向上で対応できると主張している。

#### 宇都宮市長選挙における論争
2016年11月に実施された宇都宮市長選挙においては、賛成派の現職・佐藤栄一と、LRT計画中止を公約とし、争点をLRT反対に絞った新人候補 が争った。この中で「LRT事業の中止を求める会」は反対派候補を支援し、選挙期間中に、まだ具体化していないJR宇都宮駅西側のルートの整備も合わせると、1000億円以上の税金が使われる旨を記載したチラシを配布した。
しかし、「雷都レールとちぎ」によれば、JR宇都宮駅東側区間の整備費（見込）412億円のうち宇都宮市・栃木県が負担する金額は106億円であり、仮に全額を宇都宮市の2016年度一般会計予算に組み入れたとしても0.3％に過ぎず、同団体は「民意と事実を無視したウソ」と反論している。
これを受け「雷都レールとちぎ」は、反対派候補及び「LRTの中止を求める会」に対し、「両者の主張は歪曲や事実誤認が見受けられ、市民を混乱に陥れる内容である」とし、根拠を示すよう11月7日付で公開質問状を送付したが、同月15日、回答期限の11日を過ぎても両者からの回答は無かったと公表した。
一方、反対派の政党・団体も当選した佐藤と、反対派候補との票差が僅差だったことを踏まえ、2017年1月13日までに市側へ7項目への回答を要請し、期限日には20人で市役所へ訪れている。その際、副市長は回答を拒否し、「双方向で建設的な議論をしたい」「回答を頂けないなら出さない」と反対派側へ7項目の質問を出したが、反対派の一人である衆議院議員福田昭夫（当時民進党所属）は「説明責任のある行政が逆に質問するのはおかしい」と述べ質問への回答を拒否。最終的に市長の佐藤に急きょ直接抗議し、市長が回答書を手渡しするなどの混乱が生じている。
2020年の市長選挙でもLRT事業の一時凍結を訴える候補者が現れ、佐藤市長との一騎打ちになったが、前回のような接戦とはならず、開票率0%の時点で佐藤の当選確実が報じられた。ほかにもLRT反対派の元市議が立候補を検討していたが、こちらは家族の反対に遭い断念した。ただしLRTの通る予定がない地域では未だに反対派の市民が多いことから、佐藤は丁寧な説明を続けていくことを表明した。
2024年の市長選挙では長年「民意なきLRT導入を阻止する会」の代表を務めた人物が日本共産党の支援の下出馬したが、最下位で落選した。